# Thayer County
Thayer County är ett administrativt område i delstaten Nebraska, USA, med 5 228 invånare. Den administrativa huvudorten (county seat) är Hebron.  Countyt har fått sitt namn efter John Milton Thayer.

## Geografi
Enligt United States Census Bureau har countyt en total area på 1 490 km². 1 488 km² av den arean är land och 2 km² är vatten.

### Angränsande countyn
- Jefferson County - öster
- Washington County, Kansas - sydost
- Republic County, Kansas - syd
- Nuckolls County - väst
- Fillmore County - norr